# الخدمة الاتحادية للإحصاءات الحكومية
اللجنة الحكومية للإحصاء (بالروسية: Госкомстат, Государственный комитет по статистике)‏, تاخذ الحروف الثلاثة الأولى من Gosudarstvennyi komitet po statistike، ليصبح الاختصار Goskomsta) هي وكالة إحصاء مركزية سابقة في الاتحاد السوفيتي. أنشئت في عام 1987 لتحل محل الإدارة المركزية للإحصاء. مع الحفاظ على نفس الوظائف الأساسية في جمع وتحليل الإحصاءات المتعلقة بالدولة، بما في ذلك الإحصاءات الاقتصادية، الاجتماعية، والسكانية. بالإضافة إلى الإشراف على جمع وتقييم إحصاءات الدولة، وكانت اللجنة الحكومية للإحصاء (وسابقاتها) مسؤولة عن تخطيط وتنفيذ تعدادات السكان والمساكن. نفذت سبعة تعدادات جرت في الأعوام; 1926، 1937، 1939، 1959، 1970، 1979، و1989.